# دوران پارینه‌سنگی ژاپن
آغاز دوران پارینه سنگی (به ژاپنی: 旧石器時代, kyūsekki jidai) در ژاپن را بین ۵۰,۰۰۰ تا ۳۰,۰۰۰ سال پیش از میلاد در نظر گرفته‌اند. اما در میان صاحب‌نظران، نقطه شروع ۳۵,۰۰۰ سال پیش از میلاد، بیش از دیگر تاریخ‌ها مورد تایید قرار گرفته است.
هر گونه ادعای حضور انسان قبل از این تاریخ مناقشه‌برانگیز قلمداد می‌شود.
قدیمی‌ترین استخوان‌هایی که از انسان یافت شده، متعلق به ۱۴,۰۰۰ تا ۱۸,۰۰۰ سال قبل است. محل این کشف در هاماماتسو در شیزواوکا بوده است.
این دوره همزمان با به انتها رسیدن آخرین عصر یخبندان به پایان رسید. آب شدن یخ‌ها باعث جدا شدن جزیره‌های ژاپن از خشکی‌های قاره اوراسیا شد. ویژگی خاص دوران پارینه سنگی ژاپن در این است که اولین سنگ‌های صیقل‌خورده و قدیمی‌ترین سنگ‌های آسیاب جهان در این منطقه یافت شده است.

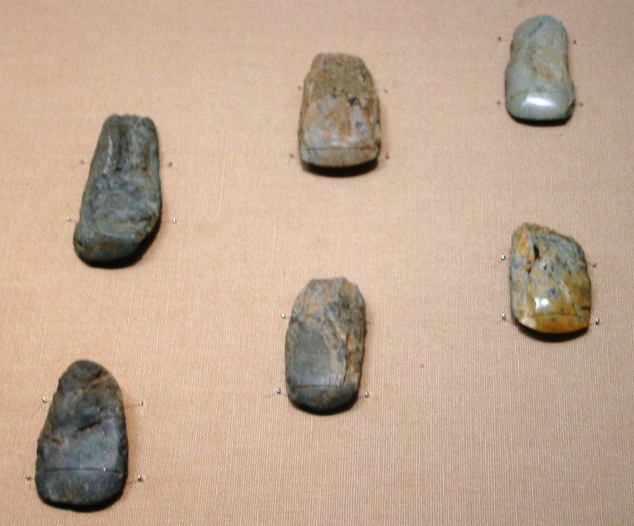
تبرهای سنگی صیقل خورده، حفاری‌های سایت B در هیناتابایاشی، ناگانو. از دوران پارینه سنگی ,۳۰,۰۰۰ سال پیش از میلاد. موزه ملی توکیو.

مطالعه دوران پارینه سنگی ژاپن تا بعد از جنگ جهانی دوم آغاز نشده بود. از آنجا که فرض می‌شد بشر تا پیش از دوره جومون به ژاپن پا نگذاشته است، حفاری چینه‌های زمین در همین حدود متوقف می‌شد.